# Mazax tembe
Espèce
Mazax tembe est une espèce d'araignées aranéomorphes de la famille des Corinnidae.

## Distribution
Cette espèce est endémique du Pará au Brésil,. Elle se rencontre vers Tomé-Açu.

## Description
Le mâle holotype mesure 2,22 mm et la femelle paratype 2,49 mm.

## Systématique et taxinomie
Cette espèce a été décrite par Silva-Junior, Martínez, Villarreal et Bonaldo en 2024.

## Étymologie
Cette espèce est nommée en l'honneur des Tembé.

## Publication originale
- Silva-Junior, Martínez, Villarreal & Bonaldo, 2024 : « Two fancy spines and a collar: a taxonomic review of the myrmecomorphic spider genus Mazax O. Pickard-Cambridge, 1898 (Araneae: Corinnidae: Castianeirinae) in South America. » European Journal of Taxonomy, vol. 968, p. 219-255 (texte intégral).